# Рекена (провинция)
Рекена (исп. Provincia de Requena) — одна из 7 провинций перуанского региона Лорето. Площадь составляет 49 478 км². Население — 67 927 человек; средняя плотность — 1,33 чел/км². Столица — одноимённый город. На востоке граничит с Бразилией.

## История
Провинция была создана согласно закону № 9815, 2 июля 1943 года президентом страны Мануэлем Угартече.
Названа в честь Франсиско Рекена-и-Эррера, испанского военного инженера, участвовавшего в демаркации испано-португальской границы в бассейне Амазонки в XVIII веке.

## Административное деление
В административном отношении подразделяется на 11 районов:
- Рекена
- Альто-Тапиче
- Капело
- Эмилио-Сан-Мартин
- Макия
- Пинауа
- Сапена
- Соплин
- Тапиче
- Хенаро-Эррера
- Якерана